# Ярема Казимир Петрович
Казимир Петрович Ярема (нар. 8 квітня 1946, с. Йосипівка, нині Тернопільська область) — український краєзнавець, публіцист, громадсько-політичний діяч. Член Національної спілки журналістів України (2006).

## Життєпис
Казимир Ярема народився 8 квітня 1946 року в селі Йосипівці, нині Великоберезовицької громади Тернопільського району Тернопільської области України.
Закінчив Чортківське педагогічне училище (1966, нині гуманітарно-педагогічний фаховий коледж імені Олександра Барвінського), історичний факультет Львівського державного університету імені Івана Франка (1973, нині національний університет).
Працював учителем на Рівненщині, також у селах Смолянці, Йосипівці (від 1977 директор), Острові (від 1982 директор) Тернопільського району.
У 2000—2004 роках був головою Тернопільської правозахисної організації «Спілка власників землі»; 2005—2007 — провідний спеціаліст Тернопільського центру соціального обслуговування пенсіонерів та одиноких громадян.
Член Народного руху України; голова Острівського первинного осередку Товариства української мови (1989), Тернопільської районної організації Української народної партії (2000—2010). Діяльний в товариствах «Просвіта» (від 2013  голова Тернопільського районного відділення), та ім. Богдана Лепкого (1994).
Учасник Помаранчевої революції та Революції гідності.

## Доробок
Від 1963 — дописувач періодичних видань.
Книги:
- «Володимир Хома. Літературний портрет» (2000);
- «Три музи Валерія Залізного» (2001)[1];
- «Василь Подуфалий. Життя і творчість» (2005);
- «Кривава боротьба за волю України» (2016);
- «Школа рідна Острівська» (2019);
- «Служив Україні словом» (2020);
- «Родина українських патріотів і добрих господарів» (2021).

Упорядник збірки поезій Василя Ярмуша «Україно моя барвінкова», а також його пісень «Мелодії, освячені любов'ю» та повісті про нього «Життя, мов спалах зорі» (всі — 2000).

## Нагороди
- літературно-просвітницька премія ім. Родини Лепких (2017)[2][3];
- ювілейна медаль до 20-річчя створення Народного руху України;
- медаль «Учаснику Євромайдану».